# Franck Roman
Franck Roman, né le 25 mars 1970, est un coureur cycliste français, spécialiste de VTT de descente. Il a notamment remporté une manche de Coupe du monde de descente en 1995.

## Palmarès en VTT de descente

### Championnats du monde
- Métabief 1993
  - 6e de la descente

### Coupe du monde
- Coupe du monde de descente
  - 1994 : podium sur la manche de Hindelang
  - 1995 : vainqueur de la manche de Mont Sainte-Anne